# روز دی‌ان‌ای

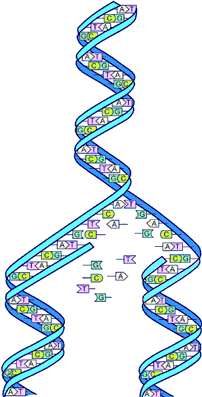
همانندسازی دی‌ان‌ای. زنجیره‌هایی مکمل از بازهای آلی جفت‌شونده این امکان را به مولکول دی‌ان‌ای می‌دهد که برای مصارف ژنتیکی همانندسازی کند

روز دی‌ان‌ای (به انگلیسی: DNA Day) که در تاریخ ۲۵ آوریل قرار دارد، روز گرامیداشت انتشار مقاله‌ای است که در آن ساختار مارپیچ دوگانهٔ دی‌ان‌ای توضیح داده شد. این مقاله را جیمز واتسون، فرانسیس کریک، و موریس ویلکینس در روز ۲۵ آوریل ۱۹۵۳ در نشریهٔ نیچر منتشر کردند.
روز جهانی دی‌ان‌ای در روز ۲۵ام آوریل ۲۰۰۳ میلادی برای اولین بار بر اساس مصوبه مجلس سنا و مجلس نمایندگان ایالات متحده در روزی که پروژهٔ ژنوم انسان به سرانجام رسید در تاریخ ثبت شد